# Huanghesångare
Huanghesångare (Phylloscopus claudiae) är en asiatisk fågel i familjen lövsångare inom ordningen tättingar. Den ansågs tidigare utgöra en underart till mindre kronsångare (Phylloscopus reguloides), men urskiljs numera som egen art. Fågeln häckar i Kina och flyttar förmodligen till ett område i norra Sydostasien. Beståndet anses vara stabilt.

## Utseende och läten
Claudiasångaren är en medelstor (10 cm) och tydligt tecknad lövsångare. Den är mycket lik både wuyisångaren (P. goodsoni) och mindre kronsångaren (P. reguloides) men skiljer sig genom mer vitaktig än matt gulvitt på ögonbrynsstreck och undersida samt marginellt mindre vitt i stjärten. Sången är dock relativt distinkt, en serie nästan drillika toner: "chi-chi-chi-chi-chi-chi-chi-chi-chi-chi-chi".

## Utbredning
Huanghesångaren häckar i centrala och nordöstra Kina, närmare bestämt centrala Sichuan österut till Hubei och vidare norrut till södra Gansu södra Shanxi och södra Shaanxi samt även Hebei. Utbredningsområdet vintertid är inte helt klarlagt men utgör möjligen nordöstra Indien (åtminstone Khasi Hills och Manipur), centrala och södra Myanmar, södra Kina (södra Yunnan), norra Vietnam (Tonkin) samt nordvästra och nordöstra Thailand.

## Systematik
Huanghesångaren behandlades fram till nyligen som underart till mindre kronsångare (P. reguloides), men urskiljs numera som egen art efter studier som visar på genetiska och lätesmässiga skillnader. Den behandlas som monotypisk, det vill säga att den inte delas in i några underarter.

### Släktestillhörighet
DNA-studier visar att släktet Phylloscopus är parafyletiskt gentemot Seicercus. Dels är ett stort antal Phylloscopus-arter närmare släkt med Seicercus-arterna än med andra Phylloscopus (däribland huanghesångaren), dels är inte heller arterna i Seicercus varandras närmaste släktingar. Olika taxonomiska auktoriteter har löst detta på olika sätt. De flesta expanderar numera Phylloscopus till att omfatta hela familjen lövsångare, vilket är den hållning som följs här. Andra flyttar bland andra huanghesångare till ett expanderat Seicercus.

### Familjetillhörighet
Lövsångarna behandlades tidigare som en del av den stora familjen sångare (Sylviidae). Genetiska studier har dock visat att sångarna inte är varandras närmaste släktingar. Istället är de en del av en klad som även omfattar timalior, lärkor, bulbyler, stjärtmesar och svalor. Idag delas därför Sylviidae upp i ett antal familjer, däribland Phylloscopidae. Lövsångarnas närmaste släktingar är familjerna cettior (Cettiidae), stjärtmesar (Aegithalidae) samt den nyligen urskilda afrikanska familjen hylior (Hyliidae).

## Levnadssätt
Huanghesångaren häckar huvudsakligen i lövskog och blandskog, lokalt dock även i barrskog, vanligen ovan 1500 och upp till 2550 meters höjd. Den häckar mellan februari och juni då den lägger fyra till fem ägg i ett sfäriskt bo som placeras i en försänkning i en jordbank, trädstam eller en stubbe. Ingen detaljerad information finns om dess föda, men tros liksom mindre kronsångare leva av små leddjur och deras larver.

## Status och hot
Arten har ett stort utbredningsområde, men tros minska i antal, dock inte tillräckligt kraftigt för att den ska betraktas som hotad. Internationella naturvårdsunionen IUCN listar arten som livskraftig (LC). Världspopulationen har inte uppskattats men den beskrivs som ganska vanlig.

## Namn
Fågelns vetenskapliga artnamn hedrar Claudia Bernadine Elisabeth Hartert (född Endris, 1863-1958), fru till tyska ornitologen Ernst Hartert. Tidigare kallades den claudiasångare även på svenska, men tilldelades 2024 ett mer informativt namn av BirdLife Sveriges taxonomikommitté, syftande på att artens utbredningsområde i stort följer Gula floden eller Huang He.